# 達爾文雪原
79°30′S 155°0′E / 79.500°S 155.000°E
達爾文雪原（英語：Darwin Névé）是南極洲的雪原，位於奧次地，處於庫克山脈和達爾文山脈西部，由英聯邦探險隊命名，現時由南極條約體系管理。